# Adam Kinzinger
Adam Daniel Kinzinger (Kankakee, 27 febbraio 1978) è un politico statunitense, membro della Camera dei Rappresentanti per lo stato dell'Illinois dal 2011 al 2023.

## Biografia
Dopo gli studi, Kinzinger si arruolò nella United States Air Force. Fu scelto come pilota di Boeing KC-135 Stratotanker per missioni in Iraq e Afghanistan e successivamente pilotò aerei da ricognizione in Iraq. Dopo aver servito nell'Air Combat Command e nell'Air National Guard, è stato promosso al grado di Tenente colonnello.
Nel 2010 Kinzinger decise di candidarsi alla Camera dei Rappresentanti come membro del Partito Repubblicano e sfidò la deputata democratica in carica Debbie Halvorson. Kinzinger riuscì a sconfiggere la Halvorson e approdò al Congresso.
Nel 2012 per via di una ridefinizione dei distretti congressuali affrontò nelle primarie repubblicane il deputato Donald Manzullo, in carica da dieci mandati. Kinzinger riuscì a prevalere sul collega e venne eletto. Fu riconfermato per altri quattro mandati negli anni successivi.
A seguito dell'assalto al Campidoglio degli Stati Uniti del 2021, chiede a gran voce l'applicazione del 25º emendamento della Costituzione degli Stati Uniti d'America, ovvero invitando i membri dell'Amministrazione Trump e il Congresso a destituire anzitempo il presidente in carica in quanto ritenuto colpevole di aver aizzato la folla all'attacco contro il Campidoglio.
Il 29 ottobre 2021, Kinzinger annunciò la propria intenzione di non ricandidarsi ulteriormente per il suo seggio l'anno seguente e lasciò il Congresso dopo dodici anni di permanenza.